# Balmorhea (Texas)
Pour les articles homonymes, voir Balmorhea.
Balmorhea est une municipalité américaine du comté de Reeves au Texas. Au recensement de 2010, Balmorhea comptait 435 habitants. Elle a donné son nom à un groupe de rock homonyme.